# Vendelles
Vendelles é uma comuna francesa na região administrativa de Altos da França, no departamento de Aisne. Estende-se por uma área de 5,28 km². Em 2010 a comuna tinha 117 habitantes (densidade: 22,2 hab./km²).